# 마쓰다이라 노부쓰네 (1844년)

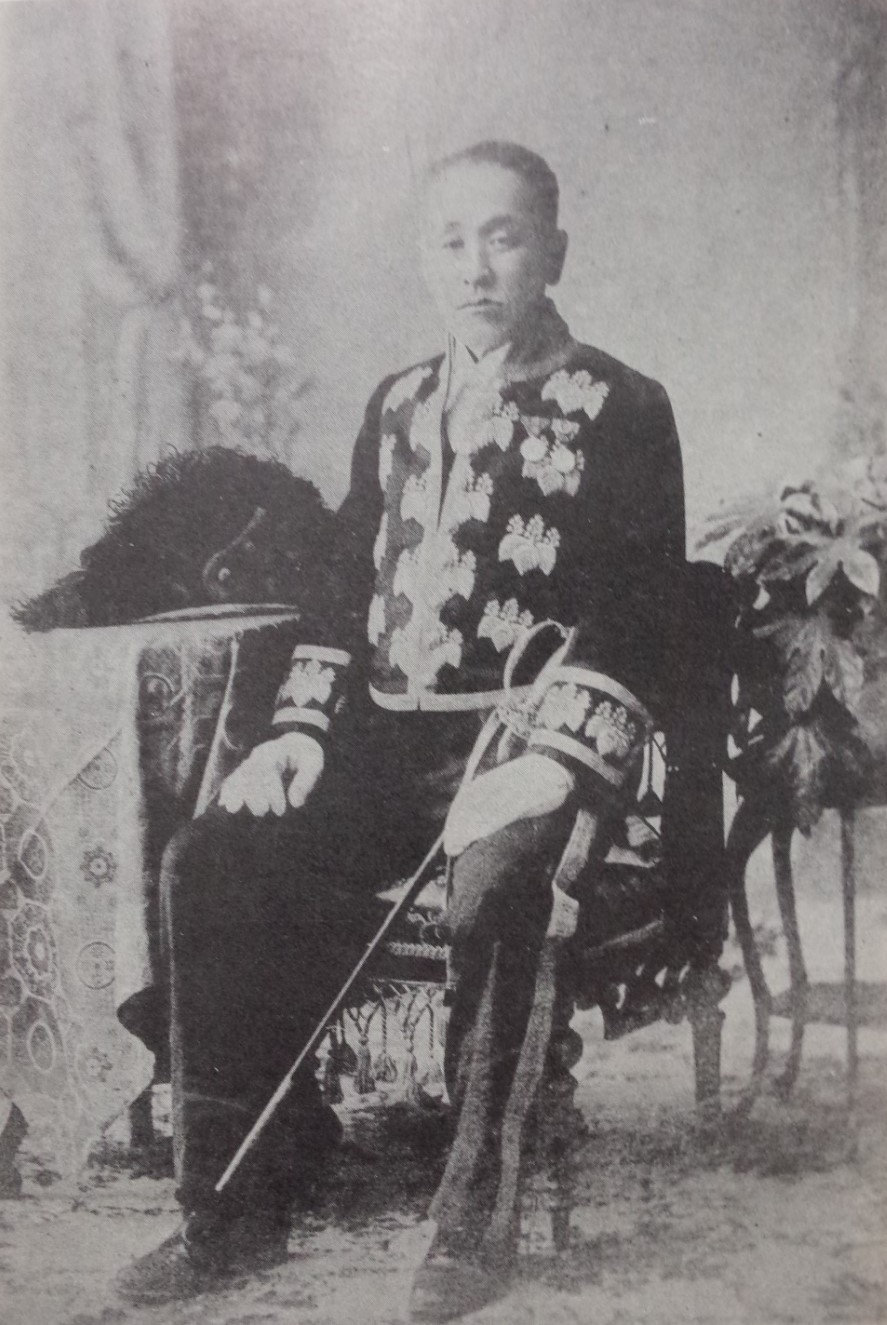
마쓰다이라 노부쓰네

마쓰다이라 노부쓰네(일본어: 松平信庸, 1844년 9월 22일 ~ 1918년 3월 5일)는 일본 에도 시대의 다이묘로, 가미노야마번의 9대 번주이다. 선대 번주인 마쓰다이라 노부미치의 맏아들이다. 관위는 종5위하, 야마시로노카미이다.
분큐 2년(1862년)에 아버지가 은거함에 따라 가문을 계승하여 번주가 되었다. 보신 전쟁에서 오우에쓰 열번동맹에 참가해 싸웠기 때문에, 전쟁 이후 고쿠다카 3만 석 중 3천 석을 몰수당했다. 그 후 동생인 노부야스에게 번주직을 양위하였다. 1918년에 75세의 나이로 사망하였다.
| 전임 마쓰다이라 노부미치 | 제9대 가미노야마번 번주 (후지이 마쓰다이라 가문) 1862년 ~ 1868년 | 후임 마쓰다이라 노부야스 |